# Campeonato Europeu de Atletismo em Pista Coberta de 2023 - 800 m masculino
A prova dos 800 metros masculino do Campeonato Europeu de Atletismo em Pista Coberta de 2023 foi disputada entre os dias 2 a 5 de março de 2023 na Ataköy Athletics Arena, em Istambul, na Turquia.

## Recordes
Antes desta competição, os recordes mundiais e do campeonato nesta prova eram os seguintes:
|                       | Nome             | Nacionalidade | Tempo     | Local | Data               |
| --------------------- | ---------------- | ------------- | --------- | ----- | ------------------ |
| Recorde mundial       | Wilson Kipketer  | Dinamarca     | 1m 42s 67 | Paris | 9 de março de 1997 |
| Recorde europeu       | Wilson Kipketer  | Dinamarca     | 1m 42s 67 | Paris | 9 de março de 1997 |
| Recorde do campeonato | Paweł Czapiewski | Polónia       | 1m 44s 78 | Viena | 3 de março de 2002 |

## Medalhistas
| Ouro             | Prata                 | Bronze               |
| Adrián Ben (ESP) | Benjamin Robert (FRA) | Eliott Crestan (BEL) |

## Cronograma
Todos os horários são locais (UTC +3).
| Data       | Hora  | Evento    |
| ---------- | ----- | --------- |
| 2 de março | 19:00 | Bateria   |
| 4 de março | 19:35 | Semifinal |
| 5 de março | 20:22 | Final     |

## Resultados

### Bateria
Qualificação: 2 atletas de cada bateria (Q) mais os 2 melhores qualificados (q).
| Posição | Bateria | Atleta                 | Nacionalidade        | Tempo   | Notas                |
| ------- | ------- | ---------------------- | -------------------- | ------- | -------------------- |
| 1       | 4       | Amel Tuka              | Bósnia e Herzegovina | 1:47.22 | Q                    |
| 2       | 1       | Catalin Tecuceanu      | Itália               | 1:47.24 | Q                    |
| 3       | 1       | Adrián Ben             | Espanha              | 1:47.32 | Q                    |
| 4       | 4       | Javier Mirón           | Espanha              | 1:47.38 | Q                    |
| 5       | 4       | Guy Learmonth          | Grã-Bretanha         | 1:47.51 | q                    |
| 6       | 3       | Eliott Crestan         | Bélgica              | 1:47.76 | Q                    |
| 7       | 4       | Balázs Vindics         | Hungria              | 1:47.82 | q,                   |
| 8       | 3       | Andreas Kramer         | Suécia               | 1:47.86 | Q                    |
| 9       | 5       | Benjamin Robert        | França               | 1:47.92 | Q                    |
| 10      | 5       | Simone Barontini       | Itália               | 1:47.94 | Q                    |
| 11      | 1       | Bram Buigel            | Países Baixos        | 1:47.95 |                      |
| 12      | 1       | Filip Šnejdr           | Chéquia              | 1:48.35 |                      |
| 13      | 5       | Tibo De Smet           | Bélgica              | 1:48.43 |                      |
| 14      | 3       | Tony van Diepen        | Países Baixos        | 1:48.50 |                      |
| 15      | 1       | Abedin Mujezinović     | Bósnia e Herzegovina | 1:48.77 | Recorde da temporada |
| 16      | 3       | John Fitzsimons        | Irlanda              | 1:49.36 |                      |
| 17      | 5       | Marino Bloudek         | Croácia              | 1:49.41 |                      |
| 18      | 4       | Aurèle Vandeputte      | Bélgica              | 1:49.48 | Recorde da temporada |
| 19      | 2       | Mateusz Borkowski      | Polónia              | 1:49.88 | Q                    |
| 19      | 4       | Cristian Gabriel Voicu | Roménia              | 1:49.88 |                      |
| 21      | 3       | Jan Vuković            | Eslovênia            | 1:49.90 |                      |
| 22      | 2       | Joonas Rinne           | Finlândia            | 1:50.13 | Q                    |
| 23      | 1       | Robin Oester           | Suíça                | 1:50.40 |                      |
| 24      | 2       | José Carlos Pinto      | Portugal             | 1:50.57 |                      |
| 25      | 3       | Christos Kotitsas      | Grécia               | 1:50.82 |                      |
| 26      | 2       | Saúl Ordóñez           | Espanha              | 1:51.72 |                      |
| 27      | 5       | Ole Jakob Solbu        | Noruega              | 1:54.10 |                      |
| 28      | 2       | Mark English           | Irlanda              | DNS     |                      |

### Semifinal
Qualificação: 2 atletas de cada bateria (Q) mais os 2 melhores qualificados (q).
| Posição | Bateria | Atleta            | Nacionalidade        | Tempo   | Notas           |
| ------- | ------- | ----------------- | -------------------- | ------- | --------------- |
| 1       | 2       | Adrián Ben        | Espanha              | 1:46.82 | Q               |
| 2       | 2       | Eliott Crestan    | Bélgica              | 1:46.84 | Q,              |
| 3       | 1       | Benjamin Robert   | França               | 1:47.11 | Q               |
| 4       | 2       | Andreas Kramer    | Suécia               | 1:47.11 | Q               |
| 5       | 2       | Simone Barontini  | Itália               | 1:47.13 | q               |
| 6       | 2       | Guy Learmonth     | Grã-Bretanha         | 1:47.50 | q               |
| 7       | 1       | Amel Tuka         | Bósnia e Herzegovina | 1:47.53 | Q               |
| 8       | 1       | Catalin Tecuceanu | Itália               | 1:47.53 | Q               |
| 9       | 1       | Mateusz Borkowski | Polónia              | 1:47.55 |                 |
| 10      | 1       | Javier Mirón      | Espanha              | 1:47.89 |                 |
| 11      | 2       | Joonas Rinne      | Finlândia            | 1:47.96 | Recorde pessoal |
| 12      | 1       | Balázs Vindics    | Hungria              | 1:48.16 |                 |

### Final
A final aconteceu às 20:22 no dia 5 de março de 2023.
| Posição           | Atleta            | Nacionalidade        | Tempo   | Notas |
| ----------------- | ----------------- | -------------------- | ------- | ----- |
| Medalha de ouro   | Adrián Ben        | Espanha              | 1:47.34 |       |
| Medalha de prata  | Benjamin Robert   | França               | 1:47.34 |       |
| Medalha de bronze | Eliott Crestan    | Bélgica              | 1:47.65 |       |
| 4                 | Amel Tuka         | Bósnia e Herzegovina | 1:47.90 |       |
| 5                 | Andreas Kramer    | Suécia               | 1:48.15 |       |
| 6                 | Guy Learmonth     | Grã-Bretanha         | 1:48.46 |       |
| 7                 | Catalin Tecuceanu | Itália               | 1:48.54 |       |
| 8                 | Simone Barontini  | Itália               | 1:48.63 |       |

Legenda
| Recorde mundial       | Recorde mundial (World record)               |                       | Recorde africano                      | Recorde africano (African) |                                           | Q | Classificado por posição (Qualified) |
| Recorde do campeonato | Recorde do campeonato (Championship record)  | Recorde da América    | Recorde da América (Americas)         | q                          | Classificado por melhor tempo (Qualified) |   |                                      |
| Melhor marca do ano   | Melhor marca do ano (World leading)          | Recorde asiático      | Recorde asiático (Asian)              | DNS                        | Não largou (Did not start)                |   |                                      |
| Recorde nacional      | Recorde nacional (National record)           | Recorde europeu       | Recorde europeu (European)            | DNF                        | Não terminou (Did not finish)             |   |                                      |
| Recorde pessoal       | Recorde pessoal do atleta (Personal best)    | Recorde da Oceania    | Recorde da Oceania (Oceania)          | DSQ / DQ                   | Desclassificado (Disqualified)            |   |                                      |
| Recorde da temporada  | Recorde da temporada do atleta (Season best) | Recorde sul-americano | Recorde sul-americano (South America) | NM                         | Sem marca (No mark)                       |   |                                      |